# The Tossers
The Tossers er et keltisk punk band fra Chicago, Illinois. Bandet har optrådt siden 1993.
De har turneret med Murphy's Law, Streetlight Manifesto, Catch 22, Dropkick Murphys, Reverend Horton Heat, Flogging Molly, Street Dogs, Clutch, Sick of it All & Mastodon.
I 2007 var de opvarmningsband for The Pogues i New York til Skt. Patricks dag.
Deres seneste album kaldet On a Fine Spring Evening blev udgivet 28. oktober 2008.

## Medlemmer
- Tony Duggins – vokal og mandolin
- Aaron Duggins – tinwhistle
- Mike Pawula – guitar
- Rebecca Manthe – violin
- Bones – trommer

## Diskografi

### Studiealbums
- 1994 The Pint of No Return (1994)
- 1996 We'll Never Be Sober Again
- 1998 The Tossers/The Arrivals (dobbelt single)
- 2000 Long Dim Road
- 2001 Citizen Fish/The Tossers (dobbelt single)
- 2001 The First League Out From Land (EP)
- 2001 Communication & Conviction: Last Seven Years
- 2003 Purgatory
- 2004 Live at The Metro 18 November 2004 (eMusic digitalt album)
- 2005 The Valley of the Shadow of Death
- 2007 Agony
- 2008 Gloatin' and Showboatin': Live on St. Patrick's Day (CD/DVD)
- 2008 On a Fine Spring Evening
- The Emerald City (2013) Victory Records[1]
- Smash the Windows (2017)
- The Tossers (30th Anniversary) (2023)

### Opsamlingsalbums
- 2000 Magnetic Curses: A Chicago Punk Rock Compilation sammen med The Crutch
- 2002 Love & Rebellion: A Thick Records Sampler sammen med The Pub
- 2003 OIL: Chicago Punk Refined sammen med Teehan's